# Агіотерапія
Агіотерапі́я — терапевтичний метод зцілення духовної сфери людини. Засновником є Томислав Іванчич — професор фундаментального богослов'я.  Ця наука може зцілювати всіх людей, незалежно від поглядів, переконань чи релігійної приналежності. Фахівцем агіотерапії може бути той, хто відчув покликання займатися цим напрямом, після цього опрацьовує теоретичний матеріал та застосовує на собі принципи агіотерапії. Для будь-якої діяльності необхідно отримати дозвіл від верховного управління.

## Зв'язок з іншими практиками
Агіотерапія є окремою, самостійною наукою. Для розуміння нового наукового напрямку є важливі такі науки: антропологія, богослів'я, філософія,  додатково інші науки, які вивчають людину. Ця терапія звільняє людину від страждання духовної сфери, як для прикладу медицина лікує тіло, а психологія, психіатрія займається психікою.